# 郭超人
郭 超人（かく ちょうじん、1934年10月31日 - 2000年6月15日）は、中華人民共和国のジャーナリスト・官僚・政治家。湖北省広済県出身。本名は本玉。中国共産党第13期、14期、15期中央委員会委員。

## 経歴
1934年10月31日、湖北省広済県で生まれる。1952年に新民主主義青年団入団。同年に北京大学中文系新聞学科に入学した。1956年に北京大学を卒業後、同年、新華社チベット支社に入局。1970年春に新華社陝西支社の記者を担当しました。1978年秋、新華社四川支社に記者、副社長を務めた。1980年3月に中国共産党入党。
1983年1月、中央に移り、新華社総社秘書長に就任。翌年5月、新華社副社長に昇格。1986年3月には同社党組副書記を兼務する。1992年11月、新華社社長に任命。
2000年6月15日、北京市で病気のため死去した。65歳。

## 著作
- 『向頂峰衝刺』
- 『チベット十年間』
- 『時代の回声』
- 『アフリカ筆記』